# Farmington, Quận Waupaca, Wisconsin
Farmington là một thị trấn thuộc quận Waupaca, tiểu bang Wisconsin, Hoa Kỳ. Năm 2010, dân số của thị trấn này là 3.901 người.